# Gentoo Reference Platform
Gentoo Reference Platform (GRP) – zestaw prekompilowanych pakietów instalowanych przez Portage w systemie Gentoo Linux. Instalowanie z użyciem paczek GRP jest dużo szybsze niż instalowanie z użyciem samych ebuildów, ponieważ paczka GRP dostarcza program w wersji binarnej, przez co jednak użytkownik traci możliwość konfiguracji procesu kompilacji.
Paczki GRP nie są jednak dostępne w oficjalnych repozytoriach. Dla niektórych programów występują w oficjalnych wydaniach na płytach CD/DVD, oraz w nieoficjalnych repozytoriach. Możliwe jest ich łatwe tworzenie za pomocą Portage, co w połączeniu w distcc jest pomocne w przypadku instalacji Gentoo na wielu podobnych komputerach.